# Covington (Indiana)
Covington város az USA Indiana államában. Lakosainak száma 2668 fő (2020. április 1.).

## Népesség
A település népességének változása:

| 2010 | 2 645 |
| 2020 | 2 668 |